# 키메크인
키메크(Kimek) 또는 예메크(Yemek)는 키메크-킵차크 연맹을 이루던 튀르크 부족 집단 중 하나이다. 페르시아의 가르디지(Gardizi, ?~1061)에 의하면 연맹은 키메크, 이무르, 타타르, 바얀두르, 킵차크, 라니카즈, 아질라드의 7개 부족으로 이루어져 있었다.

## 역사
서돌궐을 이루던 처목곤(處木昆), 처반(處半) 등 추이 부족의 일부가 743년 서돌궐 멸망 이후 위구르 카간국에서 키메크인을 형성한 것으로 추정된다. 이들은 아랍과 페르시아 측의 자료에 주로 기록되어 있으며 '야마크'라고 지칭되고 있다. 840년 위구르 카간국의 멸망 이후 키메크인들은 키메크 칸국으로 알려진 부족 연합을 이끌었다. 키메크는 마을을 이루는 등 반정착 생활을 했던 데 반해 킵차크는 유목민이던 당대 오구즈족과 유사했다.
11세기 초 킵차크가 서쪽으로 이동하여 오구즈에 속하던 땅을 점령하고 강성해지자 키메크는 킵차크의 속국이 되었다. 11세기 중반부터는 요나라를 이루던 거란족과 몽골족의 이동으로 이르티시강 유역에서 더 서쪽으로 밀려났다. 나중에 키메크는 킵차크 연맹과 그 후손인 노가이인에 동화되어 사라졌다.

## 같이 보기
- 킵차크인